# Newtonia scandens
Espèce
Newtonia scandens J.-F.Villiers est une espèce de plantes à fleurs de la famille des Fabaceae et du genre Newtonia. C'est une liane endémique du Cameroun.

## Description
C'est une liane ligneuse pouvant atteindre 20 m de longueur, la seule liane du genre.

## Distribution
Relativement rare, endémique du Cameroun, elle y a été observée à plusieurs reprises sur un seul site, au bord du lac Tissongo, dans la Réserve de faune de Douala-Edéa (Région du Littoral).